# Stanisław Starowieyski (duchowny)
Stanisław Starowieyski (ur. 31 grudnia 1923 w Witkowicach, zm. 26 maja 1986 w Rio de Janeiro) – polski ksiądz rzymskokatolicki, podchorąży Armii Krajowej, misjonarz i zakonnik w Brazylii, przyjaciel Karola Wojtyły. 

## Życiorys
Pochodził z rodziny ziemiańskiej herbu Biberstein. Syn Ludwika i Marii Dembińskiej herbu Nieczuja. Miał dwoje rodzeństwa. Jego stryjem był Stanisław Kostka Starowieyski, późniejszy błogosławiony Kościoła Katolickiego. Od 1924 r. mieszkał wraz z rodziną w pałacu w Iwierzycach. Uczył się w gimnazjum ojców jezuitów w Chyrowie oraz we Lwowie, gdzie zdał maturę. W 1942 r. wstąpił do konspiracyjnego seminarium duchownego w Krakowie. Poznał tu Karola Wojtyłę, z którym przyjaźnił się do końca swych dni. Studiowanie teologii przerwał na rok, aby ukończyć, również w warunkach konspiracyjnych, podchorążówkę AK. W Powstaniu Warszawskim zginął jego starszy brat, Jan ps. "Jaś". 15 listopada 1946 r. na polecenie abp. Adama Stefana Sapiehy wyjechał wraz z Karolem Wojtyłą  do Rzymu, gdzie rozpoczął studia na Papieskim Uniwersytecie Świętego Tomasza z Akwinu. Powrócił do Polski, aby 24 lipca 1949 r. przyjąć święcenia kapłańskie z rąk Sapiehy, wówczas już kardynała. Po odprawieniu mszy prymicyjnej w kościele parafialnym w Sędziszowie Małopolskim wyjechał znów do Rzymu, uzyskując tam w 1952 r. doktorat z teologii. Władze komunistyczne odmówiły mu powrotu do kraju i dlatego też w 1953 r. udał się na misje do Brazylii. Posługiwał na różnych stanowiskach, będąc m.in. kapelanem kolegium Małych Braci Maryi (Braci Marystów od Szkół) w Porto Alegre (1954–1958), wykładowcą teologii w Wyższym Seminarium Duchownym w Viamăo (1959–1960) oraz ojcem duchownym i profesorem Niższego Seminarium Duchownego w Gravataí (1961–62). Mimo tzw. odwilży październikowej nie powrócił już do Polski, uznając Brazylię za swoją drugą ojczyznę. Przez kolejne lata pracował jako wikary w parafii w Porto Alegre (1963–1965) i jako proboszcz w parafiach w Vila Primo i San José (1968–72), a następnie jako archiwista w Rio de Janeiro. W 1973 r. wstąpił do Zgromadzenia Kapłanów od Najświętszego Sakramentu (sakramentynów), a w 1977 r. złożył śluby wieczyste. Wszystko to czynił za zgodą Karola Wojtyły, który jako arcybiskup krakowski był jego przełożonym. W zakonie prowadził działalność duszpasterską wśród osób biednych i potrzebujących pomocy. Opiekował się też emigrantami z Polski. Ostatni raz z Karolem Wojtyłą, z którym prowadził długoletnią osobistą korespondencję, spotkał się w 1985 r. Pochowany został w Rio de Janeiro.
Stanisława Starowieyskiego wspomina Jan Paweł II w swojej książce „Dar i tajemnica". Jest on też opisany w kilku książkach wspomnieniowych i popularnonaukowych. 